# Stranska ploskev
Stranska ploskev poliedra je vsak mnogokotnik, ki tvori njegovo mejo. Zgled: vsak kvadrat, ki omejuje kocko je stranska ploskev kocke.

## Definicija
V konveksni geometriji je stranska ploskev politopa {\displaystyle P\!\,} vsak presek podporne hiperravnine za {\displaystyle P\!\,} in politopa {\displaystyle P\!\,}. Iz tega sledi, da množica stranskih ploskev politopa vključuje sam politop in prazno množico. Zgled: polieder {\displaystyle R^{3}\!\,} je v celoti na eni hiperravnini {\displaystyle R^{4}\!\,}. Po tem opisu bi se lahko reklo, da je polieder stranska ploskev.
Stranska ploskev z razsežnostjo {\displaystyle n\!\,} se imenuje k-stranska ploskev.
Vsi naslednji zgledi so n-stranske ploskve 4-razsežnega politopa (polihorona):
- 4-stranska ploskev je 4-razsežni politop
- 3-stranska ploskev je vsaka 3-razsežna celica
- 2-stranska ploskev je vsaka 2-razsežna stranska ploskev
- 1-stranska ploskev je vsak 1-razsežni rob
- 0-stranska ploskev je vsak 0-razsežni vrh

## Faceta
Kadar politop leži v n-razsežnem prostoru, je stranska ploskev v {\displaystyle n-1\!\,}-razsežnostih matematika. Zgled: celica v polihoronu se imenuje faceta, stranska ploskev poliedra je faceta, prav tako je faceta tudi rob v mnogokotniku. Stranska ploskev v {\displaystyle n-2\,}-razsežnostih se imenuje greben.